# Shayne Bannon
Shayne Bannon (* 16. Februar 1962 in Darwin (Northern Territory)) ist ein ehemaliger australischer Radrennfahrer und Sportlicher Leiter.

## Sportliche Laufbahn
Bannon war Straßenradsportler. 1983 siegte er im Saisonabschlussrennen in Melbourne. 1984 siegte er im Amateurrennen der Trofeo Matteotti in Italien. Er gewann einen nationalen Titel im Mannschaftszeitfahren. In der Tour of the North 1985 gewann er eine Etappe. Bannon gehörte 1984 zum Kader der australischen Nationalmannschaft für das Mannschaftszeitfahren bei den Olympischen Sommerspielen. Bannon fuhr mehrere Etappenrennen in Europa. In der DDR-Rundfahrt kam er beim Sieg von Falk Boden auf den 79. Rang der Gesamtwertung. 1986 und 1987 startete er als Berufsfahrer.

## Berufliches
Nach seiner aktiven Karriere war er Sportlicher Leiter verschiedener Radsportteams, unter anderem bei GreenEdge Cycling und Mitchelton-Scott. Zuvor war er einige Jahre Manager bei Cycling Australia und der leitende Radsporttrainer des Australian Institute of Sport (AIS). Seit 2021 ist er als Trainer für den Radsportverband von Malaysia tätig.